# Wayne Bastrup
Wayne Bastrup (* 20. Januar 1976 in Port Townsend, Washington) ist ein US-amerikanischer Schauspieler und Musiker.

## Leben und Karriere
Wayne Bastrup stammt aus dem US-Bundesstaat Washington. Aufgewachsen ist er, als mittleres Kind zusammen mit einem Bruder und einer Schwester, in der Kleinstadt Sequim. Als introvertierte Person interessierte er sich nicht von klein auf für das Schauspiel, sondern zunächst eher für Sport. Später entwickelte er ein Interesse an Kunst und konnte damit schließlich auch seine Schüchternheit überwinden. Nach dem Schulabschluss erwarb er neben einem Schauspielabschluss auch einen Master in Architektur von der University of Washington. Zunächst arbeitete er auch in diesem Beruf und trat zunächst nur nebenbei in Werbespots und einigen Independentfilmen vor der Kamera auf. Mit 16 Jahren begann Bastrup mit dem Schlagzeugspielen, nachdem seine Mutter an Krebs gestorben war. Seinen ersten Auftritt vor der Kamera hatte er 2006 im Kurzfilm Drafting Dimensions. 2008 gründete er in Seattle die Rockband Gunbunny, für die er Schlagzeug spielte und mehrere Auftritte entlang der Westküste absolvierte. Von Zeit zu Zeit finden sich die Bandmitglieder, die mittlerweile alle in verschiedenen Staaten leben, noch zusammen und machen weiterhin Musik. 2009 wurde er in einer Gastrolle in der Serie Leverage besetzt, die in seiner Heimat in Portland gedreht wurde. Nach dem Auftritt entschloss er sich, die Nordwest-Region zu verlassen und nach Los Angeles zu ziehen.
Nach seinem Umzug nach Kalifornien trat er unter anderem in den Serien Childrens Hospital, Awake, CSI: NY und The Mentalist auf. 2014 wurde er in einer kleinen Rolle in der Filmbiografie Love & Mercy besetzt. Ein Jahr darauf stellte er im Science-Fiction-Film Terminator: Genisys die jüngere Version, des von J. K. Simmons verkörperten Det. O'Brien, dar. 2016 trat Bastrup in Clint Eastwoods Spielfilm Sully in der Rolle des Brian Kelly auf. Danach folgten Auftritte in Angie Tribeca, L.A.’s Finest und Love, Victor.
Bastrup setzt sich als Aktivist für Tierrechte ein und unterstützt zudem die Michael J. Fox Foundation zur Erforschung und Bekämpfung der Parkinson-Krankheit. Über 15 Jahre lang nahm er professionell in Mountainbike-Rennen teil. Seit 2014 ist er Vater einer Tochter.

## Filmografie (Auswahl)
- 2006: Drafting Dimensions (Kurzfilm)
- 2006: June and July
- 2007: Ordinary Angels (Kurzfilm)
- 2008: Thr33 (Kurzfilm)
- 2008: Special
- 2009: World’s Greatest Dad
- 2009: Leverage (Fernsehserie, Episode 2x05)
- 2009: Warrior’s End
- 2010: Eyes in the Dark
- 2010: Tender (Kurzfilm)
- 2011: Minds, Adolescents
- 2011: Childrens Hospital (Fernsehserie, Episode 3x14)
- 2011: L.A.G.P.
- 2011: Cowboys & Indians
- 2012: Awake (Fernsehserie, Episode 1x11)
- 2013: CSI: NY (Fernsehserie, Episode 9x16)
- 2013: Whitney (Fernsehserie, Episode 2x13)
- 2014: The Mentalist (Fernsehserie, Episode 6x12)
- 2014: Love & Mercy
- 2015: Terminator: Genisys
- 2015: Radio America
- 2016: Sully
- 2018: Angie Tribeca (Fernsehserie, Episode 4x02)
- 2019: L.A.’s Finest (Fernsehserie, Episode 1x03)
- 2019: Truth Be Told: Der Wahrheit auf der Spur (Truth Be Told, Fernsehserie, Episode 1x01)
- 2020: Love, Victor (Fernsehserie, Episode 1x03)
- 2020: Just Roll With It (Fernsehserie, Episode 2x09)